# Hapi-Line Fukui
La Hapi-Line Fukui (ハピラインふくい?, Hapirain Fukui) è una compagnia ferroviaria giapponese del terzo settore con sede nella città di Fukui, prefettura di Fukui. Gestisce servizi ferroviari passeggeri su una sezione dell'ex linea principale Hokuriku della JR West.

## Storia
La società è stata fondata il 13 agosto 2019. Il 4 luglio 2022 viene modificato il nome commerciale in Hapi-Line Fukui.
Il 16 marzo 2024, in occasione del prolungamento della linea Hokuriku Shinkansen tra la stazione di Kanazawa e la stazione di Tsuruga, parte della linea principale Hokuriku viene ceduta ad altre compagnie. La Hapi-Line Fukui rileva la sezione tra Tsuruga – Daishōji e la rinomina Linea Hapi-Line Fukui.
Le azioni della società sono di proprietà della prefettura di Fukui, delle città di Fukui e Tsuruga, dell'Agenzia giapponese per la costruzione, il trasporto e la tecnologia ferroviaria e altre aziende del settore privato.

## Linee ferroviarie
Il 16 marzo 2024, Hapi-Line Fukui ha assunto il controllo delle operazioni passeggeri locali sulla sezione di 84,3 km della linea principale Hokuriku della JR West tra Daishōji e Tsuruga, con 20 stazioni (sebbene la stazione di Tsuruga rimanga sotto il controllo di JR West e la stazione di Daishōji è stata trasferita alla Ferrovia IR Ishikawa).
- Linea Hapi-Line Fukui (ハピラインふくい線?): Tsuruga - Daishōji (84,3 km, 20 stazioni)

## Materiale rotabile

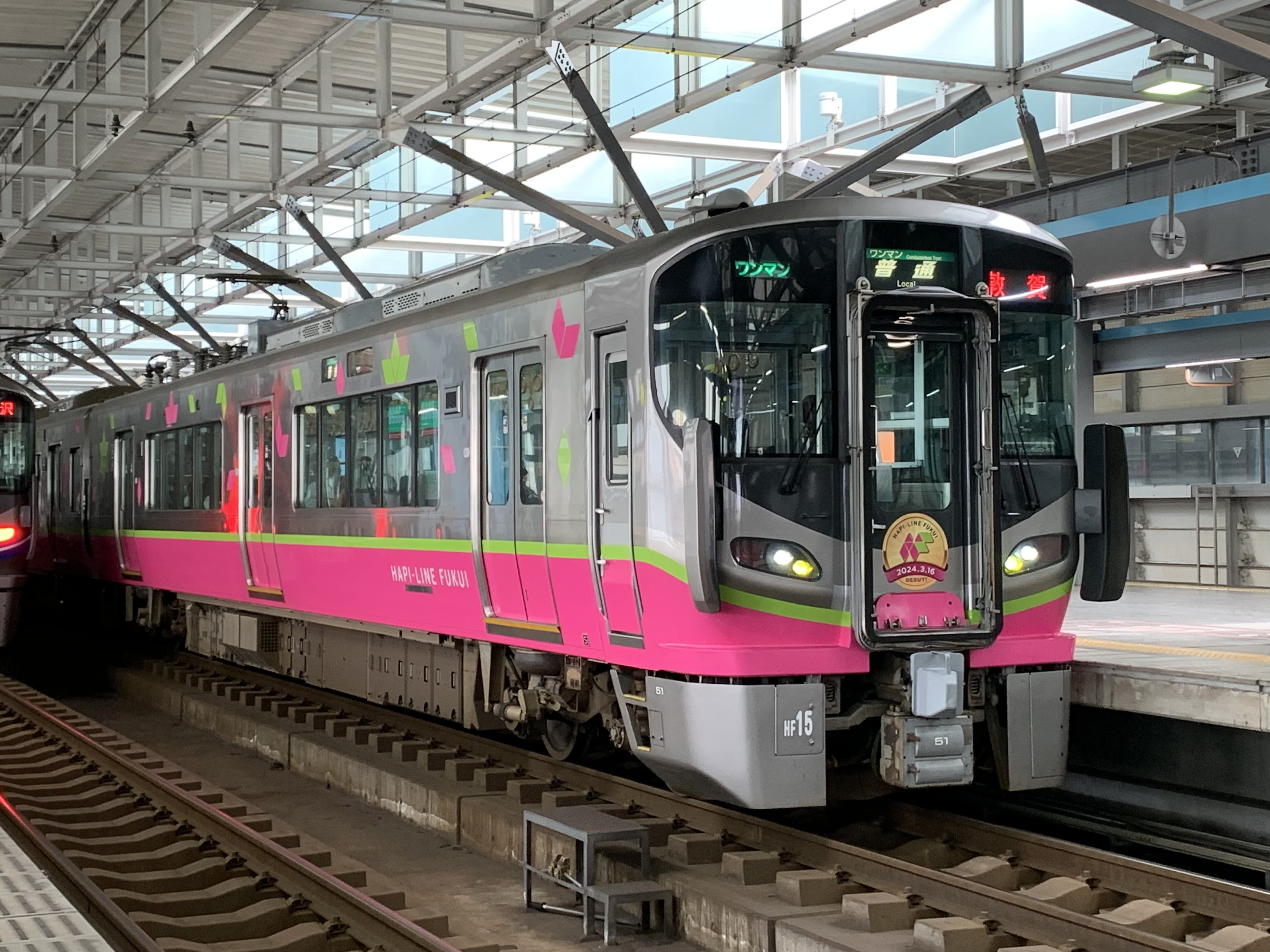
Serie 521 con i colori della Happy Line Fukui

La società ereditò 16 treni EMU della serie 521 originariamente appartenuti alla JR West. I veicoli hanno i colori rosa e verde della società. Di questi, le formazioni HF10 e HF16 hanno una colorazione speciale.
È inoltre previsto l'acquisto del numero necessario di veicoli per lo sgombero neve dalla JR.